# 1995-ös rövid pályás úszó-világbajnokság
Az 1995-ös rövid pályás úszó-világbajnokságot november 30. és december 3. között rendezték Rio de Janeiróban. A vb-n 32 versenyszámban avattak világbajnokot.

## Éremtáblázat
| Hely | Nemzet             | Arany | Ezüst | Bronz | Összesen |
| 1.   | Ausztrália         | 12    | 7     | 7     | 26       |
| 2.   | Kína               | 5     | 2     | 2     | 9        |
| 3.   | Brazília           | 3     | 2     | 1     | 6        |
| 4.   | Kanada             | 2     | 5     | 0     | 5        |
| 5.   | Costa Rica         | 2     | 0     | 0     | 2        |
| 5.   | Kuba               | 2     | 0     | 0     | 2        |
| 7.   | Németország        | 1     | 4     | 5     | 10       |
| 8.   | Egyesült Királyság | 1     | 2     | 1     | 4        |
| 9.   | Új-Zéland          | 1     | 2     | 0     | 3        |
| 10.  | Dánia              | 1     | 1     | 2     | 4        |
| 11.  | Egyesült Államok   | 1     | 0     | 2     | 3        |
| 12.  | Venezuela          | 1     | 0     | 1     | 2        |
| 13.  | Hollandia          | 0     | 3     | 0     | 3        |
| 14.  | Ukrajna            | 0     | 2     | 0     | 2        |
| 15.  | Oroszország        | 0     | 1     | 2     | 3        |
| 16.  | Szlovákia          | 0     | 1     | 1     | 2        |
| 17.  | Lengyelország      | 0     | 0     | 3     | 3        |
| 17.  | Svédország         | 0     | 0     | 2     | 2        |
| 19.  | Franciaország      | 0     | 0     | 1     | 1        |
| 19.  | Magyarország       | 0     | 0     | 1     | 1        |
| 19.  | Románia            | 0     | 0     | 1     | 1        |
|      |                    |       |       |       |          |
|      | Összesen           | 32    | 32    | 32    | 96       |

## Eredmények
- WR = világrekord (World Record)
- CR = világbajnoki rekord (világbajnokságokon elért eddigi legjobb eredmény) (Championship Record)

### Férfi
| Versenyszám               | Arany                                                                             | Arany    | Ezüst                                                                                  | Ezüst    | Bronz                                                                           | Bronz    |
| ------------------------- | --------------------------------------------------------------------------------- | -------- | -------------------------------------------------------------------------------------- | -------- | ------------------------------------------------------------------------------- | -------- |
| 50 m-es gyorsúszás        | Francisco Sánchez · Venezuela                                                     | 21,80    | Fernando Scherer · Brazília                                                            | 22,08    | Jiang Chengji · Kína                                                            | 22,17    |
| 100 m-es gyorsúszás       | Fernando Scherer · Brazília                                                       | 47,97    | Gustavo Borges · Brazília                                                              | 48,00    | Francisco Sánchez · Venezuela                                                   | 48,46    |
| 200 m-es gyorsúszás       | Gustavo Borges · Brazília                                                         | 1:45,55  | Trent Bray · Új-Zéland                                                                 | 1:46,18  | Michael Klim · Ausztrália                                                       | 1:46,44  |
| 400 m-es gyorsúszás       | Daniel Kowalski · Ausztrália                                                      | 3:45,14  | Jörg Hoffmann · Németország                                                            | 3:45,65  | Malcolm Allen · Ausztrália                                                      | 3:47,00  |
| 1500 m-es gyorsúszás      | Daniel Kowalski · Ausztrália                                                      | 14:48,51 | Ian Wilson · Egyesült Királyság                                                        | 14:49,72 | Jörg Hoffmann · Németország                                                     | 15:05,36 |
|                           |                                                                                   |          |                                                                                        |          |                                                                                 |          |
| 100 m-es hátúszás         | Rodolfo Falcón · Kuba                                                             | 53,12    | Neil Willey · Egyesült Királyság                                                       | 53,23    | Jirka Letzin · Németország                                                      | 53,65    |
| 200 m-es hátúszás         | Rodolfo Falcón · Kuba                                                             | 1:55,16  | Chris Renaud · Kanada                                                                  | 1:55,27  | Deutsch Tamás · Magyarország                                                    | 1:56,18  |
|                           |                                                                                   |          |                                                                                        |          |                                                                                 |          |
| 100 m-es mellúszás        | Mark Warnecke · Németország                                                       | 59,89    | Paul Kent · Új-Zéland                                                                  | 1:00,14  | Stanislav Lopukhov · Oroszország                                                | 1,00,33  |
| 200 m-es mellúszás        | Wang Yiwu · Kína                                                                  | 2:11,11  | Ryan Mitchell · Ausztrália                                                             | 2:11,46  | Jean-Lionel Rey · Franciaország                                                 | 2,11,92  |
|                           |                                                                                   |          |                                                                                        |          |                                                                                 |          |
| 100 m-es pillangóúszás    | Scott Miller · Ausztrália                                                         | 52,38    | Denis Pimankov · Oroszország                                                           | 52,64    | Michael Klim · Ausztrália                                                       | 52,80    |
| 200 m-es pillangóúszás    | Scott Goodman · Ausztrália                                                        | 1:54,79  | Scott Miller · Ausztrália                                                              | 1:56,36  | Chris-Carol Bremer · Németország                                                | 1:57,30  |
|                           |                                                                                   |          |                                                                                        |          |                                                                                 |          |
| 200 m-es vegyesúszás      | Matthew Dunn · Ausztrália                                                         | 1:56,86  | Curtis Myden · Kanada                                                                  | 1:58,56  | Marcin Maliński · Lengyelország                                                 | 1:58,61  |
| 400 m-es vegyesúszás      | Matthew Dunn · Ausztrália                                                         | 4:08,02  | Curtis Myden · Kanada                                                                  | 4:09,39  | Marcin Maliński · Lengyelország                                                 | 4:10,37  |
|                           |                                                                                   |          |                                                                                        |          |                                                                                 |          |
| 4 × 100 m-es gyorsváltó   | Brazília · Fernando Scherer · Alexandre Massura · André Cordeiro · Gustavo Borges | 3:12,42  | Ausztrália · Brett Hawke · Michael Klim · Richard Upton · Matthew Dunn                 | 3:17,27  | Románia · Nicolae Ivan · Răzvan Petcu · Alexandru Ioanovici · Nicolae Butacu    | 3:17,40  |
| 4 × 200 m-es gyorsváltó   | Ausztrália · Michael Klim · Matthew Dunn · Malcolm Allen · Daniel Kowalski        | 7:07,97  | Németország · Chris-Carol Bremer · Steffen Zesner · Torsten Spanneberg · Jörg Hoffmann | 7:13,42  | Brazília · Cassiano Leal · Fernando Saez · Teófilo Ferreira · Gustavo Borges    | 7:13,64  |
| 4 × 100 m-es vegyes váltó | Új-Zéland · Jonathan Winter · Paul Kent · Guy Callaghan · Trent Bray              | 3:35,69  | Ausztrália · Adrian Radley · Robert van der Zant · Scott Miller · Michael Klim         | 3:36,35  | Oroszország · Sergei Sudakov · Alexander Tkachev · Denis Pimankov · Jurij Muhin | 3:36,88  |

### Női
| Versenyszám               | Arany                                                                          | Arany      | Ezüst                                                                             | Ezüst   | Bronz                                                                                  | Bronz   |
| ------------------------- | ------------------------------------------------------------------------------ | ---------- | --------------------------------------------------------------------------------- | ------- | -------------------------------------------------------------------------------------- | ------- |
| 50 m-es gyorsúszás        | Le Jingyi · Kína                                                               | 24,62      | Angela Postma · Hollandia                                                         | 25,10   | Sandra Völker · Németország                                                            | 25,21   |
| 100 m-es gyorsúszás       | Le Jingyi · Kína                                                               | 53,23      | Chao Na · Kína                                                                    | 54,52   | Sandra Völker · Németország                                                            | 54,69   |
| 200 m-es gyorsúszás       | Claudia Poll · Costa Rica                                                      | 1:55,42 WR | Susie O'Neill · Ausztrália                                                        | 1:56,47 | Martina Moravcová · Szlovákia                                                          | 1:56,61 |
| 400 m-es gyorsúszás       | Claudia Poll · Costa Rica                                                      | 4:05,18    | Carla Geurts · Hollandia                                                          | 4:06,20 | Sarah Hardcastle · Egyesült Királyság                                                  | 4:07,20 |
| 800 m-es gyorsúszás       | Sarah Hardcastle · Egyesült Királyság                                          | 8:26,46    | Carla Geurts · Hollandia                                                          | 8:27,03 | Ping Lio · Kína                                                                        | 8:29,95 |
|                           |                                                                                |            |                                                                                   |         |                                                                                        |         |
| 100 m-es mellúszás        | Samantha Riley · Ausztrália                                                    | 1:05,70 WR | Svetlana Bondarenko · Ukrajna                                                     | 1:07,78 | Linley Frame · Ausztrália                                                              | 1:08,61 |
| 200 m-es mellúszás        | Samantha Riley · Ausztrália                                                    | 2:20,85 WR | Svetlana Bondarenko · Ukrajna                                                     | 2:24,78 | Alicja Pęczak · Lengyelország                                                          | 2:25,62 |
|                           |                                                                                |            |                                                                                   |         |                                                                                        |         |
| 100 m-es hátúszás         | Misty Hyman · Egyesült Államok                                                 | 1:00,21    | Mette Jacobsen · Dánia                                                            | 1:00,25 | Barbara Bedford · Egyesült Államok                                                     | 1:00,63 |
| 200 m-es hátúszás         | Mette Jacobsen · Dánia                                                         | 2:08,18    | Dagmar Hase · Németország                                                         | 2:09,00 | Leigh Habler · Ausztrália                                                              | 2:09,33 |
|                           |                                                                                |            |                                                                                   |         |                                                                                        |         |
| 100 m-es pillangóúszás    | Liu Limin · Kína                                                               | 58,68 WR   | Susie O'Neill · Ausztrália                                                        | 58,69   | Angela Kennedy · Ausztrália                                                            | 58,74   |
| 200 m-es pillangóúszás    | Susie O'Neill · Ausztrália                                                     | 2:06,18    | Liu Limin · Kína                                                                  | 2:06,51 | Mette Jacobsen · Dánia                                                                 | 2:11,07 |
|                           |                                                                                |            |                                                                                   |         |                                                                                        |         |
| 200 m-es vegyesúszás      | Elli Overton · Ausztrália                                                      | 2:11,67    | Martina Moravcová · Szlovákia                                                     | 2:11,91 | Louise Karlsson · Svédország                                                           | 2:12,38 |
| 400 m-es vegyesúszás      | Joanne Malar · Kanada                                                          | 4:36,40    | Nancy Sweetnam · Kanada                                                           | 4:37,04 | Britta Vestergaard · Dánia                                                             | 4:37,10 |
|                           |                                                                                |            |                                                                                   |         |                                                                                        |         |
| 4 × 100 m-es gyorsváltó   | Kína · Chao Na · Shan Ying · Han Xue · Le Jingyi                               | 3:37,00    | Ausztrália · Melanie Dodd · Sarah Ryan · Anna Windsor · Susie O'Neill             | 3:38,72 | Svédország · Johanna Sjöberg · Louise Karlsson · Linda Olofsson · Louise Jöhncke       | 3:40,06 |
| 4 × 200 m-es gyorsváltó   | Kanada · Marianne Limpert · Shannon Shakespeare · Sarah Evanetz · Joanne Malar | 7:58,25    | Németország · Dagmar Hase · Kerstin Kielgass · Julia Jung · Franziska van Almsick | 8:01,11 | Ausztrália · Anna Windsor · Samantha Mackie · Nicole Stevenson · Susie O'Neill         | 8:01,86 |
| 4 × 100 m-es vegyes váltó | Ausztrália · Elli Overton · Samantha Riley · Angela Kennedy · Susie O'Neill    | 4:00,46    | Kanada · Julie Howard · Lisa Flood · Jessica Amey · Shannon Shakespeare           | 4:03,89 | Egyesült Államok · Barbara Bedford · Kelli King-Bednar · Misty Hyman · Courtney Shealy | 4:04,34 |